# Tord Tamerlan Teodor Thorell
Tord Tamerlan Teodor Thorell (3 de maio de 1830 - 22 de dezembro de 1901) foi um aracnólogo sueco.
Thorell estudou aranhas com Giacomo Doria do Museo Civico di Storia Naturale de Genoa. Ele se correspondia com outros aracnólogos, tais como Octavius Pickard-Cambridge, Eugène Simon e Thomas Workman.
Ele descreveu mais de 1.000 espécies de aranhas em sua época, de 1850 a 1900. Também descreveu diversas espécies de escorpiões.
Thorell escreveu dois importantes trabalhos: On European Spiders (1869) e Synonym of European Spiders (1870-73).

## Homenagens taxonômicas
A aranha de teia orbicular gênero Thorellina e a aranha saltadora gênero Thorelliola foram nomeadas em sua homenagem, bem como em torno de 30 espécies de aranhas:
- Araneus thorelli (Roewer, 1942) (Myanmar) (Araneidae)
- Gasteracantha thorelli Keyserling, 1864 (Madagascar) (Araneidae)
- Leviellus thorelli (Ausserer, 1871) (Europa) (Araneidae)
- Mandjelia thorelli (Raven, 1990) (Queensland) (Barychelidae)
- Clubiona thorelli Roewer, 1951 (Sumatra) (Clubionidae)
- Malamatidia thorelli Deeleman-Reinhold, 2001 (Sulauesi) (Clubionidae)
- Corinnomma thorelli Simon, 1905 (Java) (Corinnidae)
- Ctenus thorelli F. O. P.-Cambridge, 1897 (Sri Lanka) (Ctenidae)
- Zelotes thorelli Simon, 1914 (Sul da Europa) (Gnaphosidae)
- Hypochilus thorelli Marx, 1888  (EUA) (Hypochilidae)
- Idiops thorelli O. P.-Cambridge, 1870 (África-do-sul) (Idiopidae)
- Trichopterna thorelli (Westring, 1861) (Paleártico) (Linyphiidae)
- Lycosa thorelli (Keyserling, 1877) (Colômbia até Argentina) (Lycosidae)
- Lycosula thorelli (Berland, 1929)  (Samoa, Ilhas Marquesas) (Lycosidae)
- Pardosa thorelli (Collett, 1876) (Noruega) (Lycosidae)
- Mecicobothrium thorelli Holmberg, 1882  (Argentina, Uruguai) (Mecicobothriidae)
- Miturga thorelli Simon, 1909 (Austrália Ocidental) (Miturgidae)
- Spermophora thorelli Roewer, 1942 (Myanmar) (Pholcidae)
- Cispius thorelli Blandin, 1978 (Congo) (Pisauridae)
- Bavia thorelli Simon, 1901 (Sulauesi) (Salticidae)
- Pancorius thorelli (Simon, 1899) (Sumatra) (Salticidae)
- Talavera thorelli (Kulczyn'ski, 1891) (Paleártico) (Salticidae)
- Pseudopoda thorelli J�er, 2001 (Myanmar) (Sparassidae)
- Afroblemma thorelli (Brignoli, 1974)  (Angola, Tanzânia) (Tetrablemmidae)
- Mesida thorelli (Blackwall, 1877) (Seychelles) (Tetragnathidae)
- Chilobrachys thorelli Pocock, 1900 (Índia) (Theraphosidae)
- Cyriopagopus thorelli (Simon, 1901) (Malaísia) (Theraphosidae)
- Helvibis thorelli Keyserling, 1884  (Peru, Brasil) (Theridiidae)
- Theridion thorelli L. Koch, 1865 (Nova Gales do Sul) (Theridiidae)
- Tmarus thorelli Comellini, 1955 (Congo) (Thomisidae)